# Vóronove (Lugansk)
Vóronove (en ucraniano: Во́ронове, en ruso: Вороново, romanizado: Vóronovo) es un asentamiento urbano ucraniano perteneciente al óblast de Lugansk. Situado en el noreste del país, formaba parte del municipio de Severodonetsk hasta 2020, aunque ahora es parte del raión de Severodonetsk y parte del municipio (hromada) de Syrótine. 
La ciudad se encuentra ocupada por Rusia desde el 25 de junio de 2022, siendo administrada como parte de la de facto República Popular de Lugansk.

## Geografía
Vóronove se encuentra a 10 km al sureste de Severodonetsk y 64 km al noroeste de Lugansk.

## Historia
Vóronove fue fundada en 1730 como el jútor de Vóronove por colonos de las gobernaciones de Tambov y Oriol.
Vóronove fue elevada a un asentamiento de tipo urbano en 1958. Hay una fábrica para la producción de sopa y productos cárnicos en el lugar.

## Estatus administrativo
Hasta el 18 de julio de 2020, Vóronove fue parte del municipio de Severodonetsk. El raión se abolió en julio de 2020 como parte de la reforma administrativa de Ucrania, que redujo el número de rayones del óblast de Lugansk a ocho. Desde entonces, Vóronove forma parte del raión de Severodonetsk.

## Demografía
La evolución de la población entre 1989 y 2020 fue la siguiente:
| 852                                                           | 764 | 839 | 853 | 842 | 869 |
| (Fuente: Cities & Towns of Ukraine y UKRAINE: Größere Städte) |     |     |     |     |     |

## Infraestructura

### Transporte
Un autobús sale todos los días de Vóronove a Severodonetsk. En la frontera occidental del pueblo se encuentra el aeropuerto de Severodonetsk.